# Karol Krasnodębski
Karol Szymon Krasnodębski (ur. 3 września 1929 w Warszawie, zm. 2 stycznia 2025 w Tarnowie) – polski inżynier, działacz opozycji w okresie PRL, więzień polityczny, poseł na Sejm X kadencji (1989–1991).

## Życiorys
W 1961 ukończył studia na Politechnice Krakowskiej. Pracę zawodową rozpoczął w Zakładach Mechanicznych „Tarnów”, gdzie przez dwadzieścia lat kierował Laboratorium Centralnym. Przez kilka kadencji był przewodniczącym koła Stowarzyszenia Inżynierów Mechaników Polskich, a następnie sekretarzem oddziału wojewódzkiego stowarzyszenia.
W 1980 wstąpił do Niezależnego Samorządnego Związku Zawodowego „Solidarności”, stanął na czele komisji zakładowej. W latach 1980–1981 przewodniczył komisji terenowej związku. W stanie wojennym był dwukrotnie internowany między 13 grudnia 1981 a 23 sierpnia 1982 (z półtoramiesięczną przerwą). W latach 80. działał w Duszpasterstwie Ludzi Pracy przy parafii Świętej Rodziny w Tarnowie. Za działalność opozycyjną był aresztowany od lutego do sierpnia 1984.
W 1989 został posłem na Sejm X kadencji z okręgu tarnowskiego z ramienia Komitetu Obywatelskiego. W Sejmie należał do Obywatelskiego Klubu Parlamentarnego, zasiadał w Komisji Obrony Narodowej. W 1991 został prezesem spółdzielni mieszkaniowej, kilka lat później przeszedł na emeryturę.
Pochowany na cmentarzu w Mościcach w Tarnowie.

## Odznaczenia
- Krzyż Oficerski Orderu Odrodzenia Polski (2011)[4]
- Krzyż Wolności i Solidarności (2015)[5]
- Złoty Krzyż Zasługi (2007)[6]
- Brązowy Krzyż Zasługi (1954)[7]
- Medal „Niezłomnym w słowie” (2010)[8]